# 郵船クルーズ
郵船クルーズ株式会社（ゆうせんクルーズ）は、神奈川県横浜市に本社を置く海運会社。日本郵船グループに属する。

## 概要
当時は同じ日本郵船グループの1社で、クルーズ事業を担うクリスタル・クルーズ（2015年にゲンティン・グループへ売却）の日本総代理店として1989年1月に「クリスタル・クルーズ・ジャパン」として設立、1990年9月に客船「飛鳥」の運航に向けて現在の「郵船クルーズ」に改称。客船2席を保有しクルーズ事業を展開しており、「飛鳥クルーズ」の愛称を主に用いている。
ロゴマークはアルファベットの「A」で客船の舳先や機能美をイメージしつつ日本のクルーズ客船のエースとなる決意を表し、また海鳥の部分は日本最大の鳥であるアルバトロスをモチーフとし、日本最大の客船であることと重ねたものとし万葉集で明日香の枕詞に用いられた「飛ぶ鳥」をイメージしたものとした。

## 歴史
- 1987年1月 - 日本郵船がクルーズ客船事業への参入を公表[8]。
- 1989年1月5日 - クリスタル・クルーズ・ジャパン株式会社として設立[3][2]。
- 1990年9月1日[4] - 郵船クルーズに名称変更[2]。
- 1991年
  - 10月1日 - 飛鳥の団体予約を担っていた郵船スワイヤークルーズを合併[9]。
  - 11月 - 飛鳥がチャータークルーズを開始[10]。
  - 12月24日 - 飛鳥の一般クルーズを開始[11]。当初は親会社の日本郵船が所有。
- 1996年3月1日 - 6月4日 - 初の世界一周クルーズを実施[12][13]。
- 2000年3月 - 日本郵船が所有していた飛鳥を買い取る[2]。
- 2006年
  - 1月 - クリスタル・クルーズの「クリスタル・ハーモニー」を購入し「飛鳥II」に改装[2]。
  - 2月 - 飛鳥を売船、飛鳥II就航[2]。
- 2011年1月17日 - 本社を東京都から横浜市の横浜ランドマークタワー内に移転[14]。
- 2017年1月31日 - 国土交通省「官民連携による国際クルーズ拠点」政策に基づき横浜港大さん橋国際客船ターミナルの岸壁優先権を取得[15]。
- 2019年
  - 3月 - 50%の株式を船舶投資ファンド「アンカー・シップ・パートナーズ」に譲渡[16]。
  - 4月12日 - 横浜港大さん橋国際客船ターミナルに主に上等客室利用者向けの専用ラウンジ「アスカラウンジ」を開設[17]。
  - 5月1日 - 新造船プロジェクトチームを設置[18]。
  - 5月15日 - 「飛鳥II」大規模リニューアル計画を発表[18]。
- 2020年
  - 2月 - 4月 - 「飛鳥II」大規模リニューアル工事を実施[18]。
  - 3月 - 10月 - 2019新型コロナウイルスに伴い全クルーズの催行を中止[19][20]。その後2023年まで断続的に休止。
  - 6月16日 - 横浜港停泊中の「飛鳥II」最上階の資材庫から出火、怪我人なし[21]。
- 2021年
  - 3月31日 - 新造船建造契約をマイヤー・ヴェルフトと締結[22]。
  - 4月30日 - 4月29日-5月5日予定の「ゴールデンウィーク 青森・北海道クルーズ」催行中の飛鳥II乗客1名から新型コロナウイルス陽性反応があり横浜港へ引き返し[23]。
  - 12月 - 日本工芸会との共同企画を開始、2022年3月から船内での伝統工芸作品の展示や工芸家によるトークイベントなどを展開[24]。
  - 12月24日 - 小山薫堂がアンバサダーに就任[25]。
- 2023年9月14日 - 新造船名を「飛鳥III」に決定[26]。
- 2025年
  - 2月4日 - ディズニークルーズ日本事業の運航管理に向けて親会社日本郵船とともにオリエンタルランドとの業務提携を決定[27]。
  - 4月1日 - 船内BGMや出港時に用いるテーマ曲として葉加瀬太郎「ASUKA」を制定[28]。
  - 7月20日 - 「飛鳥III」就航[5][29]。
- 2028年 - オリエンタルランドのクルーズ事業用の新造船を就航予定[27]。

## 保有船舶

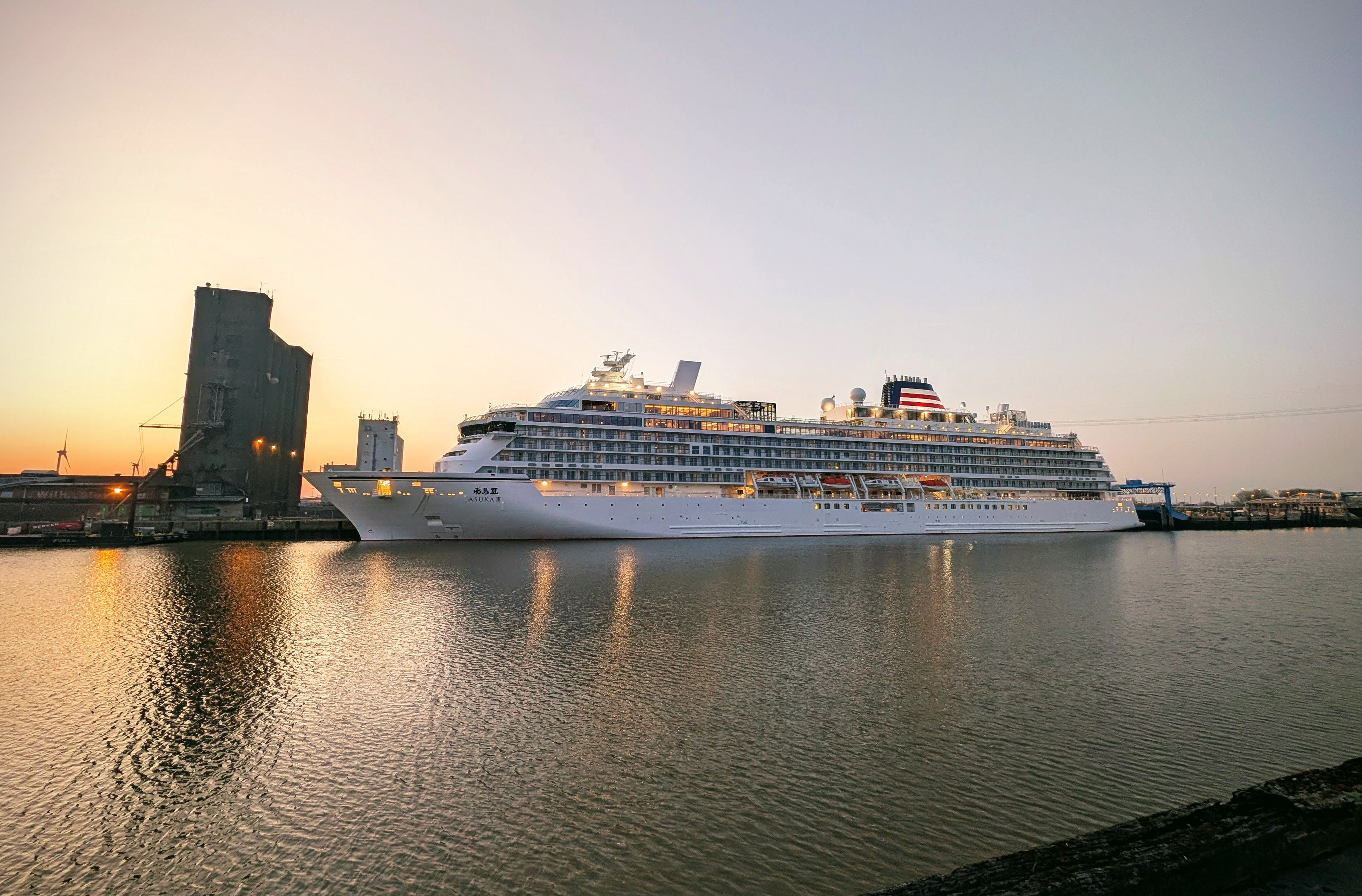
飛鳥III
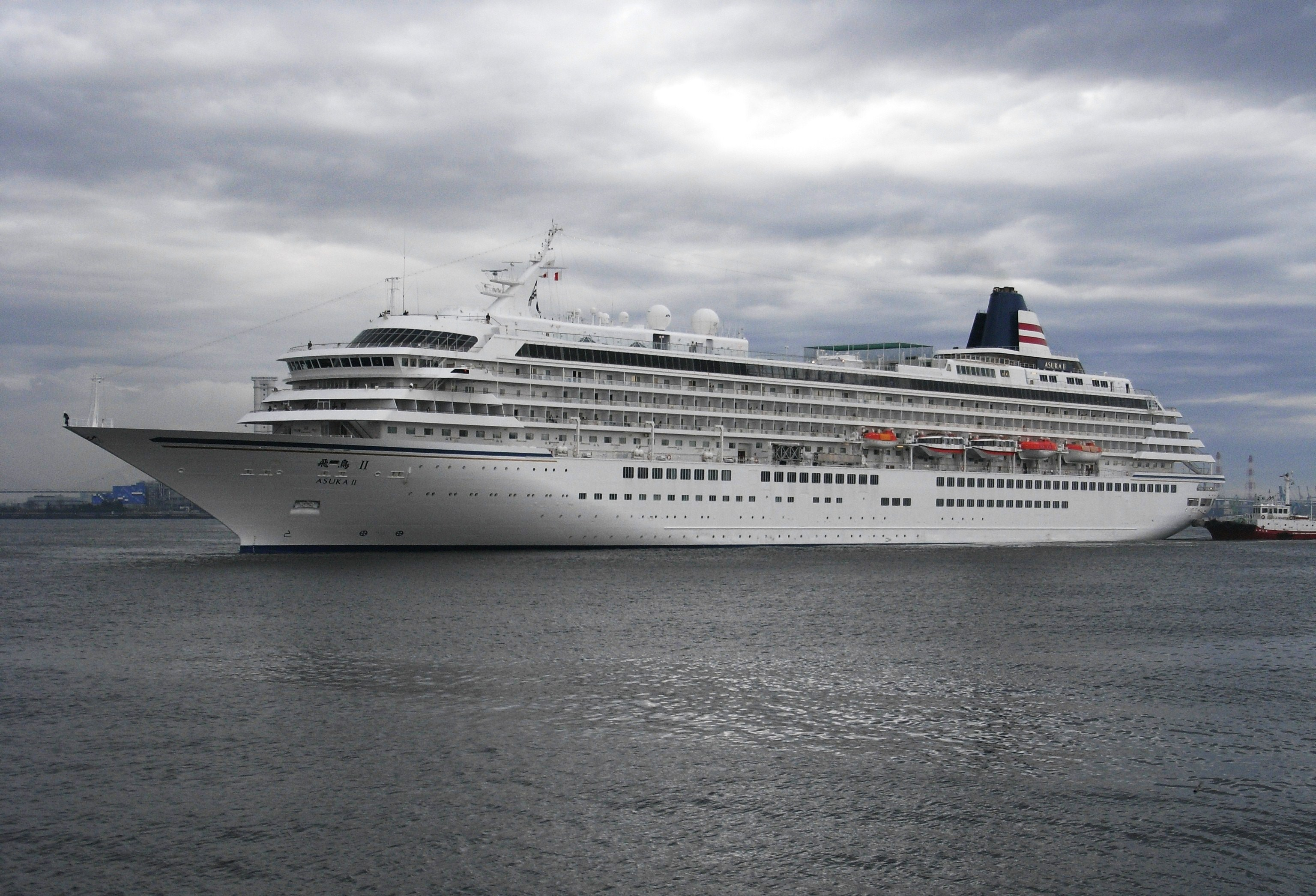
飛鳥II
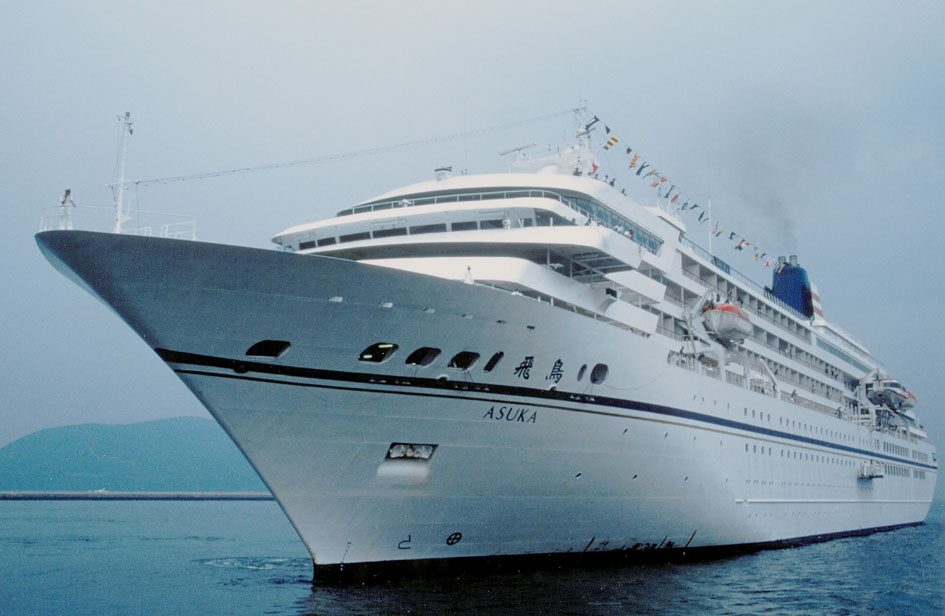
飛鳥

飛鳥II
1989年9月進水、2006年3月就航。全長240.9m、幅29.6m、速力21ノット、出力32,800kW、50,444総トン。
旅客定員872名、三菱重工業長崎造船所建造。
1990年クリスタル・クルーズにて「クリスタル・ハーモニー」として就航、2006年に買船・改装のうえ就航。
飛鳥III
2025年1月進水、7月就航。全長228.9m、幅29.8m、速力20ノット、51,950総トン。
旅客定員約740名、マイヤー・ヴェルフト建造。
就航予定の船舶
オリエンタルランド向け新造船
2028年竣工予定、約140,000総トン。
旅客定員約4,000人、マイヤー・ヴェルフト建造。ディズニー・ウィッシュ型4番船となる。
過去の船舶
飛鳥
1991年4月進水、同年12月就航、2006年2月引退。全長192.8m、幅24.7m、速力21ノット、出力23,540馬力、28,856総トン。
旅客定員604名、三菱重工業長崎造船所建造。
2006年フェニックス・ライゼンに売却、「アマデア」となる。
- 飛鳥III
- 飛鳥II
- 飛鳥

## テレビ番組
- 日経スペシャル カンブリア宮殿 格安も登場！拡大する豪華客船ツアー 26年連続日本一！ 王者・飛鳥Ⅱの全貌（2018年4月12日、テレビ東京）[32]

## 提供番組
- 『飛鳥物語』（BS朝日）

過去
- 『徹子の部屋』（テレビ朝日、月曜日 2016年1月 - 9月）[33]
- 『TWILIGHT CRUISIN'』（湘南ビーチFM、土曜日18:00 - 19:00）[34]